# Ludwik Mortęski (wojewoda chełmiński)

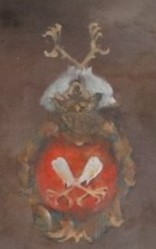
Herb Orle Nogi

Ludwik Mortęski herbu Orle Nogi (zm. 1480) – wojewoda chełmiński i pierwszy kasztelan chełmiński.
Syn Fryderyka. Dziad Ludwika, kasztelana gdańskiego i elbląskiego, pradziad Ludwika, wojewody pomorskiego i chełmińskiego.
Jego syn Ludwik zm. 1509 został kasztelanem chełmińskim.
Był gwarantem pokoju toruńskiego 1466 roku. Pełnił urząd wojewody chełmińskiego od 17 października 1475 do 19 kwietnia 1480 roku. Kasztelan chełmiński 1466.
Popierał sprawę Polski w wojnie z zakonem krzyżackim (1454–1466).